# Lista de astronautas (1961–1979)
- Vermelho mostra as fatalidades em voos espaciais.
- Verde mostra  astronautas que não sejam norte-americanos, soviéticos ou russos.

| LISTA DE ASTRONAUTAS ENTRE 1961 E 1979 | LISTA DE ASTRONAUTAS ENTRE 1961 E 1979 | LISTA DE ASTRONAUTAS ENTRE 1961 E 1979 | LISTA DE ASTRONAUTAS ENTRE 1961 E 1979 | LISTA DE ASTRONAUTAS ENTRE 1961 E 1979                                                                                           |  |
| -------------------------------------- | -------------------------------------- | -------------------------------------- | -------------------------------------- | --- |  |
| Nome                                   | País                                   | Ano                                    | Nave                                   | Fato Especial |  |
| Yuri Gagarin                           |                                        | 1961                                   | Vostok 1                               | Primeiro homem no espaço |  |
| Alan Shepard                           |                                        | 1961                                   | Freedom 7                              | Primeiro norte-americano no espaço. Voo sub-orbital. Em 1971 seria o 5º homem a pisar na Lua                                     |  |
| Virgil Grisson                         |                                        | 1961                                   | Liberty Bell 7                         | Segundo norte-americano no espaço. Voo sub-orbital                                                                               |  |
| Gherman Titov                          |                                        | 1961                                   | Vostok 2                               | Segundo homem em órbita |  |
| John Glenn                             |                                        | 1962                                   | Friendship 7                           | Primeiro norte-americano em órbita                                                                                               |  |
| Scott Carpenter                        |                                        | 1962                                   | Aurora 7                               | |  |
| Andrian Nikolayev                      |                                        | 1962                                   | Vostok 3                               | |  |
| Pavel Popovich                         |                                        | 1962                                   | Vostok 4                               | |  |
| Walter Schirra                         |                                        | 1963                                   | Sigma 7                                | |  |
| Gordon Cooper                          |                                        | 1963                                   | Faith 7                                | Primeira transmissão de TV feita do espaço                                                                                       |  |
| Valery Bykovsky                        |                                        | 1963                                   | Vostok 5                               | |  |
| Valentina Tereshkova                   |                                        | 1963                                   | Vostok 6                               | Primeira mulher no espaço |  |
| Joseph Walker                          |                                        | 1963                                   | X-15                                   | Voo sub-orbital acima da barreira dos 100km de altura, primeiro a ir duas vezes ao espaço (acima de 100 km, pelas regras da FAI) |  |
| Boris Yegorov                          |                                        | 1964                                   | Voskhod 1                              | Primeiro voo com mais de um tripulante                                                                                           |  |
| Vladimir Komarov                       |                                        | 1964                                   | Voskhod 1                              | Primeiro voo com mais de um tripulante. Primeiro cosmonauta a sofrer acidente fatal, em 1967, com a Soyuz 1                      |  |
| Konstantin Feoktistov                  |                                        | 1964                                   | Voskhod 1                              | Primeiro voo com mais de um tripulante                                                                                           |  |
| Alexei Leonov                          |                                        | 1965                                   | Voskhod 2                              | Primeira caminhada espacial |  |
| Pavel Belyayev                         |                                        | 1965                                   | Voskhod 2                              | |  |
| John Young                             |                                        | 1965                                   | Gemini III                             | Primeiro voo duplo norte-americano. Em 1972 seria o 9º homem a pisar na na Lua                                                   |  |
| James McDivitt                         |                                        | 1965                                   | Gemini IV                              | |  |
| Ed White                               |                                        | 1965                                   | Gemini IV                              | Primeiro passeio norte-americano fora da nave                                                                                    |  |
| Charles Conrad                         |                                        | 1965                                   | Gemini V                               | Em 1969 seria o 3º homem na pisar na Lua.                                                                                        |  |
| Frank Borman                           |                                        | 1965                                   | Gemini VII                             | |  |
| James Lovell                           |                                        | 1965                                   | Gemini VII                             | Em 1969 seria o comandante do quase trágico voo da Apollo 13                                                                     |  |
| Tom Stafford                           |                                        | 1965                                   | Gemini VI A                            | |  |
| Neil Armstrong                         |                                        | 1966                                   | Gemini VIII                            | Em 1969 seria o 1º homem a pisar na Lua.                                                                                         |  |
| David Scott                            |                                        | 1966                                   | Gemini VIII                            | Em 1971 seria o 7º homem a pisar na Lua.                                                                                         |  |
| Eugene Cernan                          |                                        | 1966                                   | Gemini IX A                            | Em 1972 seria o 11ª homem a pisar na Lua                                                                                         |  |
| Michael Collins                        |                                        | 1966                                   | Gemini X                               | |  |
| Richard Gordon                         |                                        | 1966                                   | Gemini XI                              | |  |
| Edwin Aldrin                           |                                        | 1966                                   | Gemini XII                             | Em 1969 seria o 2º homem a pisar na Lua                                                                                          |  |
| Donn Eisele                            |                                        | 1968                                   | Apollo 7                               | |  |
| Walter Cunningham                      |                                        | 1968                                   | Apollo 7                               | |  |
| Georgi Beregovoi                       |                                        | 1968                                   | Soyuz 3                                | |  |
| William Anders                         |                                        | 1968                                   | Apollo 8                               | Primeiro voo em órbita da Lua |  |
| Vladimir Shatalov                      |                                        | 1969                                   | Soyuz 4                                | |  |
| Yevgeny Khrunov                        |                                        | 1969                                   | Soyuz 5                                | |  |
| Aleksei Yeliseyev                      |                                        | 1969                                   | Soyuz 5                                | |  |
| Boris Volynov                          |                                        | 1969                                   | Soyuz 5                                | |  |
| Russell Schweickart                    |                                        | 1969                                   | Apollo 9                               | |  |
| Georgi Shonin                          |                                        | 1969                                   | Soyuz 6                                | |  |
| Valeri Kubasov                         |                                        | 1969                                   | Soyuz 6                                | |  |
| Anatoli Filipchenko                    |                                        | 1969                                   | Soyuz 7                                | |  |
| Viktor Gorbatko                        |                                        | 1969                                   | Soyuz 7                                | |  |
| Vladislav Volkov                       |                                        | 1969                                   | Soyuz 7                                | Morto em acidente fatal na Soyuz 11, em 1971                                                                                     |  |
| Alan Bean                              |                                        | 1969                                   | Apollo 12                              | 4º homem a pisar na Lua |  |
| Fred Haise                             |                                        | 1970                                   | Apollo 13                              | Não pousou na Lua devido a acidente na viagem                                                                                    |  |
| John Swigert                           |                                        | 1970                                   | Apollo 13                              | |  |
| Vitali Sevastyanov                     |                                        | 1970                                   | Soyuz 9                                | |  |
| Edgar Mitchell                         |                                        | 1971                                   | Apollo 14                              | 6º homem a pisar na Lua |  |
| Stuart Roosa                           |                                        | 1971                                   | Apollo 14                              | |  |
| Nikolai Rukavishnikov                  |                                        | 1971                                   | Soyuz 10                               | |  |
| Georgi Dobrovolski                     |                                        | 1971                                   | Soyuz 11 / Salyut 1                    | Morto em acidente fatal na reentrada da atmosfera após inaugurarem primeira estação espacial                                     |  |
| Viktor Patsayev                        |                                        | 1971                                   | Soyuz 11 / Salyut 1                    | Morto em acidente fatal na reentrada da atmosfera após inaugurarem primeira estação espacial                                     |  |
| James Irwin                            |                                        | 1971                                   | Apollo 15                              | 8º homem a pisar na Lua |  |
| Alfred Worden                          |                                        | 1971                                   | Apollo 15                              | |  |
| Charles Duke                           |                                        | 1972                                   | Apollo 16                              | 10º homem a pisar na Lua |  |
| Thomas Mattingly                       |                                        | 1972                                   | Apollo 16                              | |  |
| Harrison Schmitt                       |                                        | 1972                                   | Apollo 17                              | 12º e último homem a pisar na Lua                                                                                                |  |
| Ronald Evans                           |                                        | 1972                                   | Apollo 17                              | |  |
| Paul Weitz                             |                                        | 1973                                   | Skylab 2                               | Primeira estação espacial dos Estados Unidos                                                                                     |  |
| Joseph Kerwin                          |                                        | 1973                                   | Skylab 2                               | Primeira estação espacial dos Estados Unidos                                                                                     |  |
| Jack Lousma                            |                                        | 1973                                   | Skylab 3                               | |  |
| Owen Garriott                          |                                        | 1973                                   | Skylab 3                               | |  |
| Vasili Lazarev                         |                                        | 1973                                   | Soyuz 12                               | |  |
| Oleg Makarov                           |                                        | 1973                                   | Soyuz 12                               | |  |
| William Pogue                          |                                        | 1973                                   | Skylab 4                               | |  |
|                                        |                                        |                                        |                                        | |  |
| Edward Gibson                          |                                        | 1973                                   | Skylab 4                               | |  |
| Gerald Carr                            |                                        | 1973                                   | Skylab 4                               | |  |
| Valentin Lebedev                       |                                        | 1973                                   | Soyuz 13                               | |  |
| Pyotr Klimuk                           |                                        | 1973                                   | Soyuz 13                               | |  |
| Yuri Artyukhin                         |                                        | 1974                                   | Soyuz 14 / Salyut 3                    | Temporada de 15 dias na estação espacial russa, bem sucedida pela primeira vez.                                                  |  |
| Lev Demin                              |                                        | 1974                                   | Soyuz 15                               | |  |
| Gennadi Sarafanov                      |                                        | 1974                                   | Soyuz 15                               | |  |
| Georgi Grechko                         |                                        | 1975                                   | Soyuz 17 / Salyut 4                    | |  |
| Aleksei Gubarev                        |                                        | 1975                                   | Soyuz 17 / Salyut 4                    | |  |
| Vance Brand                            |                                        | 1975                                   | Apollo / Soyuz                         | Primeiro voo conjunto EUA - URSS                                                                                                 |  |
| Donald Slayton                         |                                        | 1975                                   | Apollo / Soyuz                         | Primeiro voo conjunto EUA - URSS                                                                                                 |  |
| Vitali Zholobov                        |                                        | 1976                                   | Soyuz 21 / Salyut 5                    | |  |
| Vladimir Aksyonov                      |                                        | 1976                                   | Soyuz 22                               | |  |
| Vyacheslav Zudov                       |                                        | 1976                                   | Soyuz 23                               | |  |
| Valeri Rozhdestvensky                  |                                        | 1976                                   | Soyuz 23                               | |  |
| Yuri Glazkov                           |                                        | 1977                                   | Soyuz 24 / Salyut 5                    | |  |
| Vladimir Kovalyonok                    |                                        | 1977                                   | Soyuz 25                               | |  |
| Valeri Ryumin                          |                                        | 1977                                   | Soyuz 25                               | |  |
| Yuri Romanenko                         |                                        | 1977                                   | Soyuz 26                               | |  |
| Vladimir Dzhanibekov                   |                                        | 1978                                   | Soyuz 27 / Salyut 6                    | |  |
| Vladimir Remek                         |                                        | 1978                                   | Soyuz 28 / Salyut 6                    | Cosmonauta tcheco, primeiro não-americano e não-soviético no espaço                                                              |  |
| Alexandr Ivanchenkov                   |                                        | 1978                                   | Soyuz 29 / Salyut 6                    | |  |
| Miroslaw Hermaszewski                  |                                        | 1978                                   | Soyuz 30 / Salyut 6                    | Primeiro cosmonauta polonês no espaço                                                                                            |  |
| Sigmund Jahn                           |                                        | 1978                                   | Soyuz 31 / Salyut 6                    | Primeiro cosmonauta alemão a ir ao espaço representando a antiga República Democrática Alemã - Alemanha Oriental.                |  |
| Vladimir Lyakhov                       |                                        | 1979                                   | Soyuz 32 / Salyut 6                    | |  |
| Georgi Ivanov                          |                                        | 1979                                   | Soyuz 33                               | Primeiro cosmonauta da Bulgária                                                                                                  |  |

Fonte: Spacefacts – Astronauts and Cosmonauts (sorted by "First mission")